# ダニエル・オリバー
ダニエル・オリバー（Daniel Oliver、1830年2月6日 - 1916年12月21日)は、イギリスの植物学者である。王立植物園（キューガーデン）で働いた。　
ニューカッスル・アポン・タインで生まれた。両親はクエーカー教徒で、ダニエルはブルックフィールドのクエーカーの学校で学んだ。1858年から王立植物園で働き、1860年から標本館の司書、1864年からライブラリと標本館のキーパーを務めた。1861年から1888年の間は、キングス・カレッジ・ロンドンの植物学の教授も務めた。
『熱帯アフリカの植物』（"Flora of Tropical Africa" :1868年）の最初の3巻を執筆した。フッカーの"Icones Plantarum"（「植物図鑑」）のいくつかの章も編集した。1853年からロンドン・リンネ協会の会員であり、1893年にリンネ・メダルを受賞した。1863年に王立協会の会員に選ばれ、1884年にロイヤル・メダルを受賞した。

## 著作
- The botany of the Speke and Grant Expedition …　グラント（James Augustus Grant）、ベーカー（John Gilbert Baker)と共著, 1872–1875
- Illustrations of the principal natural orders of the vegetable kingdom, 1874
- Flora of Tropical Africa（1-3巻), 1868–1877